# الجريبة (المضاربة والعارة)

تعديل مصدري - تعديل

الجريبة هي إحدى قرى عزلة المضاربة بمديرية المضاربة والعارة التابعة لمحافظة لحج، بلغ تعداد سكانها 53 نسمة حسب تعداد اليمن لعام 2004.